# Remscheider General-Anzeiger

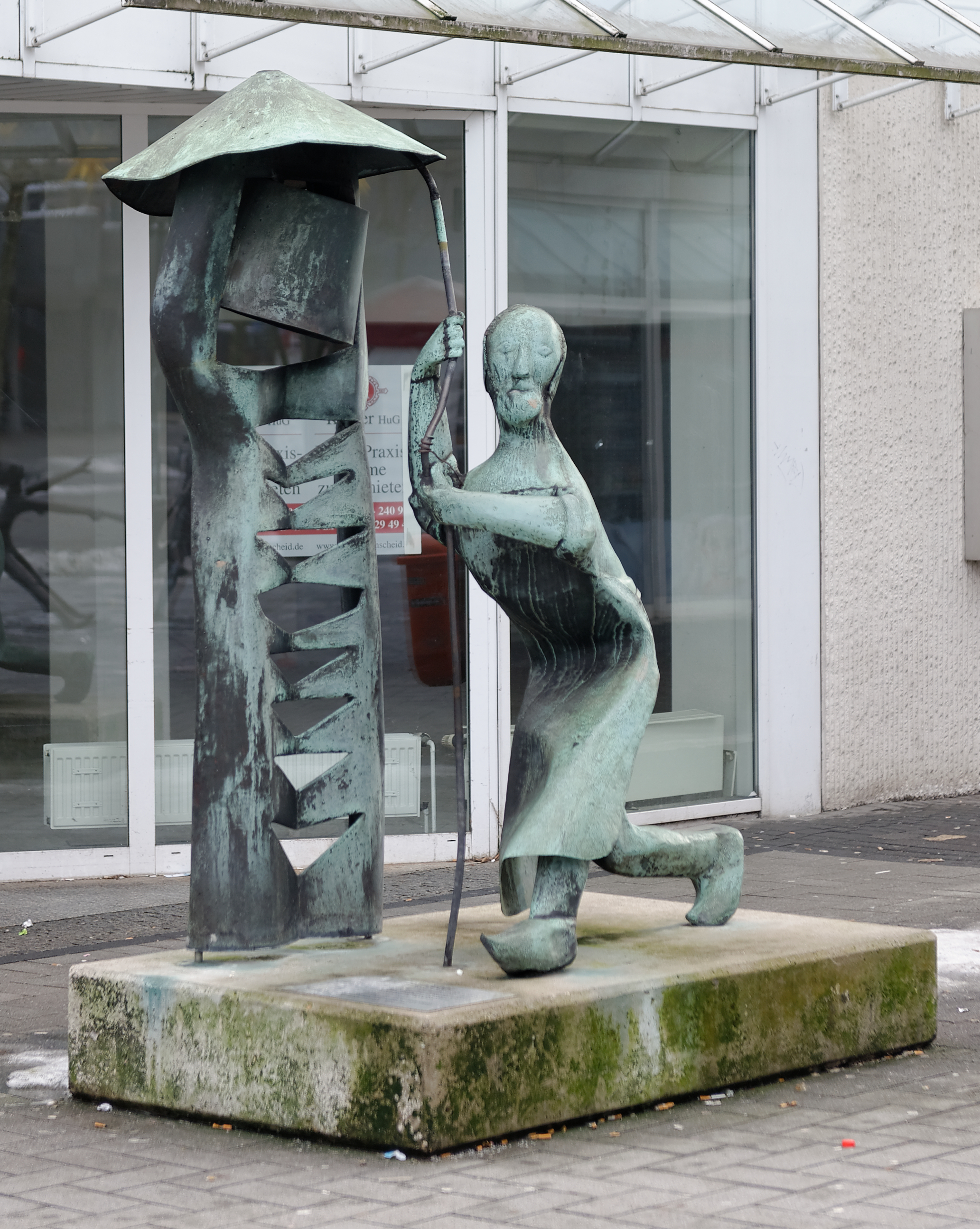
Der Tüpitter in der Alleestraße, 1969 aufgestellt

Der Remscheider General-Anzeiger (RGA) ist eine lokale Tageszeitung in Remscheid und der Umgebung.
Die verkaufte Auflage beträgt 10.503 Exemplare, ein Minus von 56,5 Prozent seit 1998.

## Geschichte
Vom 26. Oktober 1889 bis Ende 2011 wurde der RGA vom Familienunternehmen J. F. Ziegler KG Druckerei und Verlag herausgegeben.
Am 1. September 1996 startete das Remscheider Medienhaus sein Internetangebot rga-online.
Im November 2011 übernahm das Medienhaus B. Boll, das auch das Solinger Tageblatt herausgibt, alle Titel- und Verlagsrechte des Remscheider General-Anzeigers mit seinen Kopfausgaben Wermelskirchener General-Anzeiger (WGA), Hückeswagener Stadtanzeiger und Radevormwalder Zeitung. Die Lokalredaktionen in Radevormwald und Hückeswagen wurden anschließend aufgelöst, die Remscheider Redaktion zog in die Alleestraße um. Chefredakteur der Zeitung wurde Stefan Kob, der diese Position auch beim Solinger Tageblatt innehat.

## Auflage
Der Remscheider General-Anzeiger hat in den vergangenen Jahren erheblich an Auflage eingebüßt. Die verkaufte Auflage ist seit 1998 um 56,5 Prozent gesunken. Sie beträgt gegenwärtig 10.503 Exemplare. Das entspricht einem Rückgang von 13.620 Stück. Der Anteil der Abonnements an der verkauften Auflage liegt bei 88,9 Prozent. Lokalausgaben gibt es für Wermelskirchen und Burscheid, sowie für Radevormwald und Hückeswagen.
| 1998  | 1999  | 2000  | 2001  | 2002  | 2003  | 2004  | 2005  | 2006  | 2007  | 2008  | 2009  | 2010  | 2011  | 2012  | 2013  | 2014  | 2015  | 2016  | 2017  | 2018  | 2019  | 2020  | 2021  | 2022  | 2023  | 2024  |
| ----- | ----- | ----- | ----- | ----- | ----- | ----- | ----- | ----- | ----- | ----- | ----- | ----- | ----- | ----- | ----- | ----- | ----- | ----- | ----- | ----- | ----- | ----- | ----- | ----- | ----- | ----- |
| 24123 | 23818 | 23415 | 23355 | 22948 | 22613 | 22049 | 21650 | 21123 | 20546 | 20095 | 19074 | 19019 | 18613 | 17217 | 16678 | 16179 | 15794 | 15379 | 14664 | 13920 | 14127 | 13812 | 13472 | 12562 | 11843 | 10873 |

## Redaktion
Die Remscheider Redaktion hat ihren Sitz auf der oberen Alleestraße. Sie ist keine Vollredaktion, sondern produziert lediglich den Regional- und Lokalteil im Rheinischen Format.

## Weitere Aktivitäten
Der Remscheider General-Anzeiger betreut – wie auch die Nordwest-Presse und die Hessische/Niedersächsische Allgemeine – ein Regionalwiki.
Im Frühjahr 2015 legte die Zeitung alle lokalen Inhalte hinter eine Log-In-Seite und führte im Oktober 2015 eine Bezahlschranke ein.

## Wahrzeichen
Wahrzeichen des RGA ist der Tüpitter für den Anspruch, wichtige Dinge an die große Glocke zu hängen: Nit te bang! Tü, Pitter (Nur keine Angst, zieh Peter) war 1890 eine gereimte Lokalkritik.